# تيسلا رودستار
تيسلا رودستار هي سيارة رياضية كهربائية تعمل بالبطاريات من إنتاج شركة تيسلا موتورز في ولاية كاليفورنيا الأمريكية. تعتبر التيسلا رودستار هي أول سيارة تدخل خطوط الإنتاج الواسع مستخدمة بطاريات ليثيوم-أيون وأول سيارة تستطيع قطع مسافة أكثر من 200 ميل (320 كم) للشحنة الواحدة. من المتوقع أن يكون هناك بديلا للسيارة الرودستار بحلول عام 2019.
بيع أكثر من 2,450 وحدة من الرودستار في أكثر من 30 بلدا  وتمت أغلب مبيعات النسخ الأخيرة من السيارة في الربع الأخير لعام 2012 في الأسواق الآسيوية والأوروبية.